# Michael Christensen (racerförare)
Michael Christensen, född den 28 augusti 1990 i Karlslunde är en dansk racerförare.